# Gupp
Ett gupp är en kraftig ojämnhet i en väg. När exempelvis en bil kör på ett gupp, kan den skaka till på ett sätt som kan vara obehagligt eller rentav hälsofarligt för personer i bilen. På landsvägar finns ett starkt samband mellan vägojämnhet och trafikolyckor; ju guppigare landsväg desto fler olyckor. På vissa gator har man byggt så kallade fartgupp för att dämpa trafikrytmen och därigenom förhoppningsvis öka säkerheten. På engelska används benämningarna bump (kort fartgupp, ca 0.5 m) respektive hump (långt fartgupp, ca 4 m) för fartdämpande vägbulor. Vägverket laserskannar det statliga vägnätets ojämnheter med profilografmätbilar.